# Epirhyssa eucnemis
Epirhyssa eucnemis là một loài tò vò trong họ Ichneumonidae.